# Zbigniew Kabata
Zbigniew Kabata (* 17. März 1924 in Jeremicze; † 4. Juli 2014 in Nanaimo) war ein polnisch-kanadischer Zoologe und Experte für Fischparasiten (speziell Copepoda).

## Leben
Kabata ging auf die Militärakademie in Lemberg und war im Zweiten Weltkrieg in der Polnischen Heimatarmee im Widerstand gegen die deutsche Besatzung. Gegen Ende des Zweiten Weltkriegs schloss er sich polnischen Truppen unter britischem Kommando an und war nach dem Krieg in England, wo er auf Fischkuttern in der Nordsee arbeitete. Er studierte Zoologie und arbeiteten am Fischereilaboratorium in Aberdeen, wo er sich auf Fischparasiten spezialisierte. 1959 wurde er in Aberdeen promoviert (Ph. D.) und 1966 erhielt er dort einen D. Sc. 1967 zog er nach Kanada, wo er Leiter der Sektion Seefischerei bei der Pacific Biological Station in Nanaimo in British Columbia wurde.
Insgesamt 22 Taxa wurden nach ihm benannt (darunter Bobkabata kabatabobus – er wurde auch Bobo genannt).
Er hatte einen Rang als Oberleutnant der polnischen Armee und erhielt hohe polnische Auszeichnungen (unter anderem Großkomtur des Ordens Polonia Restituta). 1993 wurde er Ehrendoktor in Stettin. 2007 wurde er Mitglied des Order of Canada.

## Schriften
- The Parasitic Copepoda of British Fishes, Ray Society 1979